# Panamerika-Meisterschaften im Bahnradsport 2025
Die Panamerika-Meisterschaften im Bahnradsport 2025 fanden vom 1. bis 6. April auf dem Velódromo Olímpico Nacional in Asunción statt, das auch für die Junioren-Weltmeisterschaften 2028 vorgesehen ist. Veranstalter war der Panamerikanische Radsportverband COPACI. Es wurden Wettbewerbe für die Kategorien Elite ausgetragen. Die Wettkämpfe der Junioren hingegen sind vom 15. bis 20. Juli in Lima geplant.
Infolge einer Regeländerung des Radsport-Weltverbands UCI fuhren Männer wie Frauen erstmals in allen Disziplinen die gleichen Distanzen, also 1000 Meter im Zeitfahren, 4000 Meter in der Einerverfolgung und 10 km im Scratch. Auch die Distanzen im Omnium wurden angeglichen.

## Resultate
Legende:
- Fahrerinnen und Fahrer, deren Name kursiv geschrieben sind, bestritten bei Mannschaftswettbewerben lediglich die Qualifikation oder die erste Runde.
- „G“ = Zeit aus dem Finale um Gold; „B“ = Zeit aus dem Finale um Bronze

### Sprint
| Männer | Männer          | Männer | Männer                |
| ------ | --------------- | ------ | --------------------- |
| 0#     | Name            | Land   | Zeit (s)              |
|        | Nicholas Paul   | TTO    | 10,046 (1) 10,076 (2) |
|        | Kevin Quintero  | COL    |                       |
|        | Cristian Ortega | COL    | 10,222 (1) 10,169 (2) |

| Frauen | Frauen           | Frauen | Frauen                |
| ------ | ---------------- | ------ | --------------------- |
| 0#     | Name             | Land   | Zeit (s)              |
|        | Lauriane Genest  | CAN    | 11,274 (1) 11,456 (2) |
|        | Stefany Cuadrado | COL    |                       |
|        | Emily Hayes      | CAN    | n/a (1) 11,276 (2)    |

### Keirin
| Männer | Männer         | Männer | Männer |
| ------ | -------------- | ------ | ------ |
| 0#     | Name           | Land   |        |
|        | Kevin Quintero | COL    |        |
|        | Nicholas Paul  | TTO    |        |
|        | Nick Wammes    | CAN    |        |

| Frauen | Frauen           | Frauen | Frauen |
| ------ | ---------------- | ------ | ------ |
| 0#     | Name             | Land   |        |
|        | Lauriane Genest  | CAN    |        |
|        | Yuli Verdugo     | MEX    |        |
|        | Stefany Cuadrado | COL    |        |

### Zeitfahren
| Männer | Männer          | Männer | Männer     |
| ------ | --------------- | ------ | ---------- |
| 0#     | Name            | Land   | Zeit (min) |
|        | Nicholas Paul   | TTO    | 0:59,729   |
|        | Cristian Ortega | COL    | 1:00,372   |
|        | James Hedgcock  | CAN    | 1:00,798   |

| Frauen | Frauen           | Frauen | Frauen     |
| ------ | ---------------- | ------ | ---------- |
| 0#     | Name             | Land   | Zeit (min) |
|        | Stefany Cuadrado | COL    | 1:07,843   |
|        | Hayley Yoslov    | USA    | 1:08,518   |
|        | Juliana Gaviria  | COL    | 1:09,507   |

### Teamsprint
| Männer | Männer                                       | Männer | Männer   |
| ------ | -------------------------------------------- | ------ | -------- |
| 0#     | Namen                                        | Land   | Zeit (s) |
|        | Ryan D’Abreau Njisane Phillip Nicholas Paul  | TTO    | 43,428 G |
|        | Rubén Murillo Kevin Quintero Cristian Ortega | COL    | 43,712 G |
|        | Ridley Malo Jafet López Edgar Verdugo        | MEX    | 44,307 B |

| Frauen | Frauen                                                | Frauen | Frauen   |
| ------ | ----------------------------------------------------- | ------ | -------- |
| 0#     | Namen                                                 | Land   | Zeit (s) |
|        | Emily Hayes Kayla Hankins Hayley Yoslov Mckenna McKee | USA    | 48,250 G |
|        | Yarli Mosquera Juliana Gaviria Stefany Cuadrado       | COL    | 48,814 G |
|        | Valentina Luna Natalia Vera Valentina Méndez          | ARG    | 50,292 B |

### Einerverfolgung
| Männer | Männer              | Männer | Männer     |
| ------ | ------------------- | ------ | ---------- |
| 0#     | Name                | Land   | Zeit (min) |
|        | Anders Johnson      | USA    | 4:10,904 G |
|        | Anderson Arboleda   | COL    | 4:18,949 G |
|        | Cameron Fitzmaurice | CAN    | 4:17,034 B |

| Frauen | Frauen            | Frauen | Frauen             |
| ------ | ----------------- | ------ | ------------------ |
| 0#     | Name              | Land   | Zeit (min)         |
|        | Emily Ehrlich     | USA    | 4:40,473 G         |
|        | Ariane Bonhomme   | CAN    | 4:41,147 G         |
|        | Skyler Goudswaard | CAN    | Gegnerin eingeholt |

### Mannschaftsverfolgung
| Männer | Männer                                                                        | Männer | Männer            |
| ------ | ----------------------------------------------------------------------------- | ------ | ----------------- |
| 0#     | Namen                                                                         | Land   | Zeit (min)        |
|        | Peter Moore Brendan Rhim Anders Johnson David Domonoske Sean Christiansen     | USA    | 3:53,390 G        |
|        | Jonathan Hinse Cameron Fitzmaurice Ethan Powell Sean Richardson Chris Ernst   | CAN    | 3:56,979 G        |
|        | Juan Esteban Arango Brayan Sánchez Nelson Soto Anderson Arboleda Jordan Parra | COL    | Gegner überrundet |

| Frauen | Frauen                                                                     | Frauen | Frauen     |
| ------ | -------------------------------------------------------------------------- | ------ | ---------- |
| 0#     | Namen                                                                      | Land   | Zeit (min) |
|        | Bethany Ingram Olivia Cummins Reagen Pattishall Emily Ehrlich              | USA    | 4:19,525 G |
|        | Lily Plante Skyler Goudswaard Fiona Majendie Ariane Bonhomme Jenna Nestman | CAN    | 4:22,424 G |
|        | Lina Hernández Camila Valbuena Elizabeth Castaño Lina Rojas                | COL    | 4:29,661 B |

### Scratch
| Männer | Männer              | Männer | Männer |
| ------ | ------------------- | ------ | ------ |
| 0#     | Name                | Land   |        |
|        | Cameron Fitzmaurice | CAN    |        |
|        | Brendan Rhim        | USA    |        |
|        | Clever Martínez     | VEN    |        |

| Frauen | Frauen            | Frauen | Frauen |
| ------ | ----------------- | ------ | ------ |
| 0#     | Name              | Land   |        |
|        | Yareli Acevedo    | MEX    |        |
|        | Marlies Mejías    | CUB    |        |
|        | Elizabeth Castaño | COL    |        |

### Punktefahren
| Männer | Männer      | Männer | Männer |
| ------ | ----------- | ------ | ------ |
| 0#     | Name        | Land   | Punkte |
|        | Hugo Ruiz   | PER    | 85     |
|        | Nelson Soto | COL    | 77     |
|        | Diego Rojas | CHI    | 75     |

| Frauen | Frauen            | Frauen | Frauen |
| ------ | ----------------- | ------ | ------ |
| 0#     | Name              | Land   | Punkte |
|        | Teniel Campbell   | TTO    | 41     |
|        | Sofía Arreola     | MEX    | 28     |
|        | Elizabeth Castaño | COL    | 25     |

### Ausscheidungsfahren
| Männer | Männer       | Männer | Männer |
| ------ | ------------ | ------ | ------ |
| 0#     | Name         | Land   |        |
|        | Brendan Rhim | USA    |        |
|        | Jordan Parra | COL    |        |
|        | Jacob Decar  | CHI    |        |

| Frauen | Frauen          | Frauen | Frauen |
| ------ | --------------- | ------ | ------ |
| 0#     | Name            | Land   |        |
|        | Yareli Acevedo  | MEX    |        |
|        | Scarlet Cortés  | CHI    |        |
|        | Teniel Campbell | TTO    |        |

### Omnium
| Männer | Männer          | Männer | Männer |
| ------ | --------------- | ------ | ------ |
| 0#     | Name            | Land   | Punkte |
|        | Peter Moore     | USA    | 186    |
|        | Clever Martínez | VEN    | 158    |
|        | Rubén Ramos     | ARG    | 136    |

| Frauen | Frauen         | Frauen | Frauen |
| ------ | -------------- | ------ | ------ |
| 0#     | Name           | Land   | Punkte |
|        | Yareli Acevedo | MEX    | 158    |
|        | Lina Hernández | COL    | 139    |
|        | Bethany Ingram | USA    | 119    |

### Madison
| Männer | Männer                           | Männer | Männer |
| ------ | -------------------------------- | ------ | ------ |
| 0#     | Namen                            | Land   | Punkte |
|        | Peter Moore Brendan Rhim         | USA    | 91     |
|        | Juan Esteban Arango Jordan Parra | COL    | 70     |
|        | Rubén Ramos Marcos Méndez        | ARG    | 57     |

| Frauen | Frauen                           | Frauen | Frauen |
| ------ | -------------------------------- | ------ | ------ |
| 0#     | Namen                            | Land   | Punkte |
|        | Lina Hernández Elizabeth Castaño | COL    | 49     |
|        | Bethany Ingram Olivia Cummins    | USA    | 42     |
|        | Lily Plante Fiona Majendie       | CAN    | 9      |

## Medaillenspiegel
| Platz  | Land                | Gold | Silber | Bronze | Gesamt |
| ------ | ------------------- | ---- | ------ | ------ | ------ |
| 1      | Vereinigte Staaten  | 8    | 3      | 2      | 13     |
| 2      | Trinidad und Tobago | 4    | 1      | 1      | 6      |
| 3      | Kolumbien           | 3    | 10     | 7      | 20     |
| 4      | Kanada              | 3    | 3      | 5      | 11     |
| 5      | Mexiko              | 3    | 2      | 1      | 6      |
| 6      | Peru                | 1    | 0      | 0      | 1      |
| 7      | Chile               | 0    | 1      | 2      | 3      |
| 8      | Venezuela           | 0    | 1      | 1      | 2      |
| 9      | Kuba                | 0    | 1      | 0      | 1      |
| 10     | Argentinien         | 0    | 0      | 3      | 3      |
| Gesamt | Gesamt              | 22   | 22     | 22     | 66     |